# Zabytkowy dom w Rudawie z 1896 roku
Zabytkowy dom w Rudawie – dom znajdujący się przy ul. A. Domańskiej 19 w Rudawie, w powiecie krakowskim. Nazywany willą z wieżyczką.

## Historia
Pierwsza murowana w Rudawie willa, wybudowana w 1896 dla Antoniny i Stanisława Domańskich, zaprojektowana przez architekta Tomasza Prylińskiego. 
W sierpniu 1908 willę wynajął za 500 guldenów Henryk Sienkiewicz wraz z żoną, o czym pisał Tygodnik Chrzanowski nr 22, oraz wspominała nieistniejąca już tablica pamiątkowa. Obecnie informuje o tym inna tablica, znajdująca się na rudawskim rynku. W willi tej Sienkiewicz napisał niektóre swoje nowele oraz kilka rozdziałów powieści Wiry. Pisarzowi do willi codziennie rano świeże mleko przynosił, lubiany przez niego, miejscowy chłopiec Stanisław Tarkowski. Jego imię i nazwisko otrzymał później główny bohater powieści W pustyni i w puszczy. 